# Спаселль
Спаселль (Spasell) — это сленг западноломбардского языка, употреблявшийся до XIX века жителями Валассины, когда они выходили из долины по делам и не хотели, чтобы их понимали окружающие. В нём существовали кодовые слова, создававшиеся согласно свойствам описываемого предмета или ономатопическими путями; также были слова неизвестного происхождения. Он упоминался Карло Маццей, викарием Ассо, в его книге Memorie storiche della Vallassina 1976 года. Он сообщает, что в то время было создано несколько сленгов из-за того, что в то время в разговорный язык вводились слова для сокращения различий между «официальным» и «тайным» языками. В книге даётся перечень терминов, после чего викарий, путём написания на спаселле молитвы Отче наш, доказывает невозможность понимания этого сленга для людей, говорящих на западноломбардском языке. Существовали различные похожие и аналогичные сленги в Вальтеллине и Милане.

## «Отче наш» на спаселле
Masett che stanziê in la creuggia di salvestri,

ch’el vost oden s’ingalmissa,

ch’el stanzia el nost bosin piatt,

che se rusca quel che vu tubè

sora i masett de la luscia, quant in quella di sciatt.

Refilên el sbêg de stobold,

e che no va stanzien nippa in del scimêe i nost lenarii,

come anch’el nost’oden szabolda ai olter ghielma;

Fêen taruscia la schigna che ne rusca el Naja de Tameu.

Per tagiorala no lassên sciobigà in nient de loffi.

AMEN